# Villespassans
Villespassans (en occitan Vilespassens) est une commune française située dans le sud-ouest du département de l'Hérault, en région Occitanie.
Exposée à un climat méditerranéen, elle est drainée par le Lirou, la rivière de Quarante, le ruisseau d'Aymes et par divers autres petits cours d'eau. La commune possède un patrimoine naturel remarquable : deux sites Natura 2000 (les « causses du Minervois » et le « Minervois ») et trois zones naturelles d'intérêt écologique, faunistique et floristique.
Villespassans est une commune rurale qui compte 186 habitants en 2022.  Elle fait partie de l'aire d'attraction de Béziers. Ses habitants sont appelés les Villespassanois ou  Villespassanoises.

## Géographie
Village typique du Languedoc viticole, Villespassans marque la transition entre la plaine et les premières garrigues du Pardailhan. La commune est limitrophe du département de l'Aude.

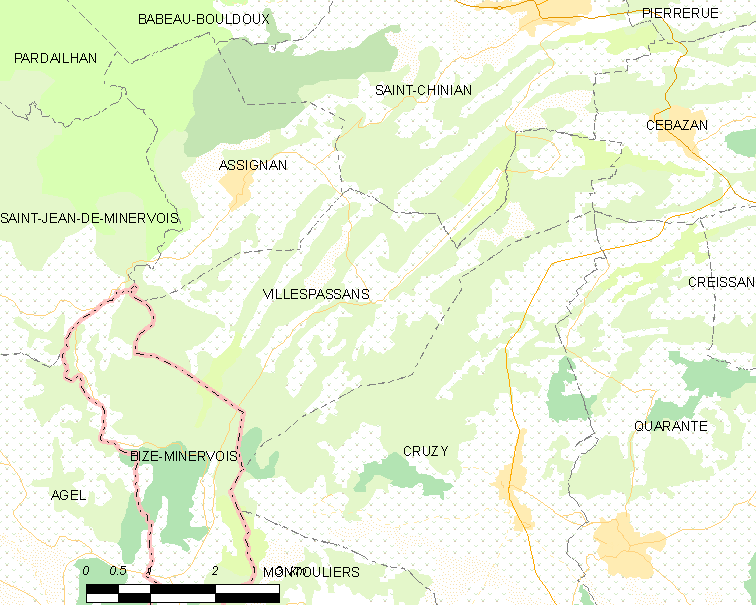
Carte.

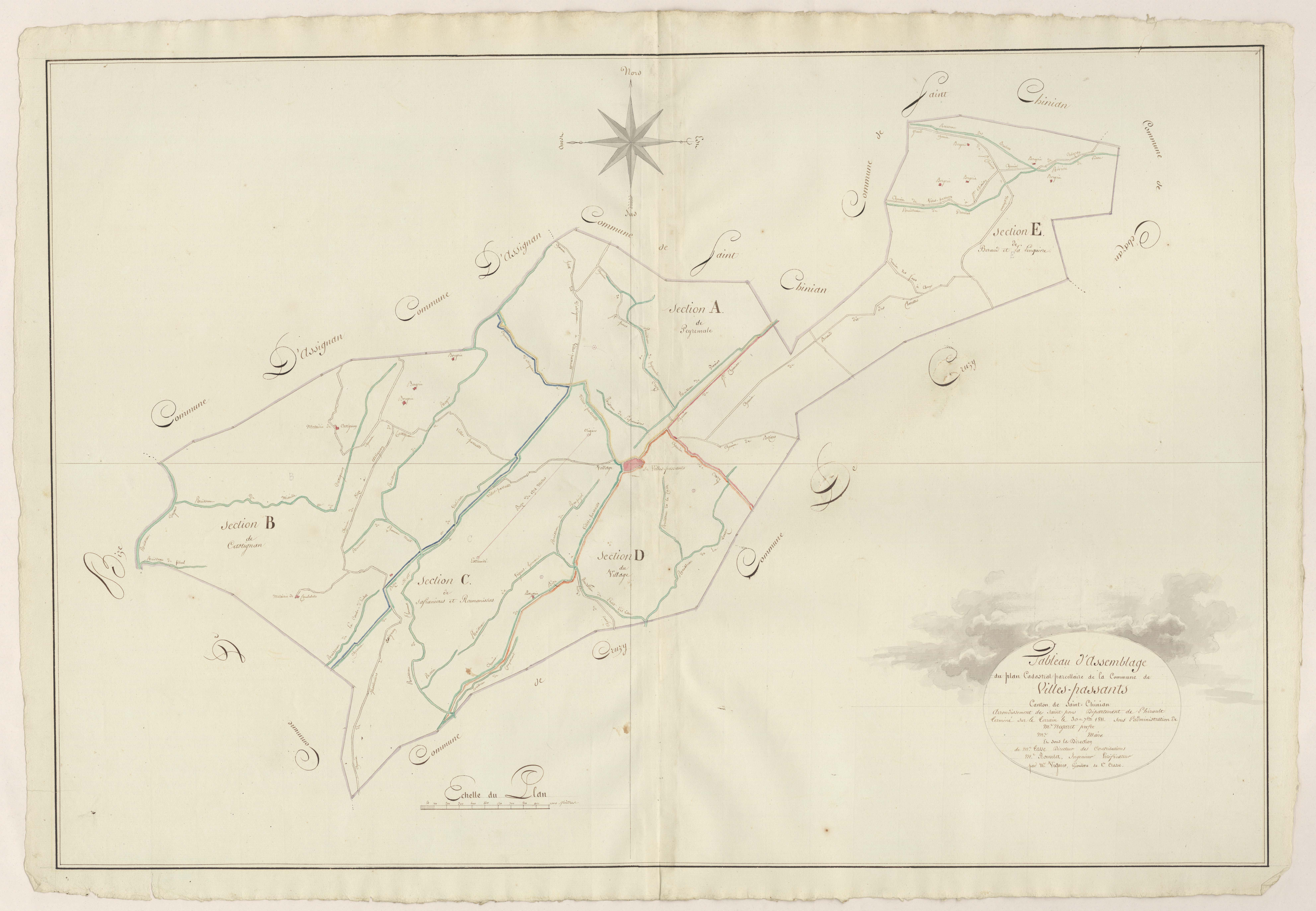
Cadastre napoléonien : tableau d'assemblage (1811).

### Communes limitrophes
|                       | Saint-Chinian | Cébazan |
| Assignan              | Villespassans |         |
| Bize-Minervois (Aude) |               | Cruzy   |

Au nord-est, le territoire de Quarante est distant d'une trentaine de mètres entre Cébazan et Cruzy. Il s'agit presque d'un quadripoint.

### Climat
Pour des articles plus généraux, voir Climat de l'Occitanie et Climat de l'Hérault.
En 2010, le climat de la commune est de type climat méditerranéen franc, selon une étude s'appuyant sur une série de données couvrant la période 1971-2000. En 2020, Météo-France publie une typologie des climats de la France métropolitaine dans laquelle la commune est exposée à un climat méditerranéen et est dans la région climatique  Provence, Languedoc-Roussillon, caractérisée par une pluviométrie faible en été, un très bon ensoleillement (2 600 h/an), un été chaud (21,5 °C), un air très sec en été, sec en toutes saisons, des vents forts (fréquence de 40 à 50 % de vents > 5 m/s) et peu de brouillards.
Pour la période 1971-2000, la température annuelle moyenne est de 13,6 °C, avec une amplitude thermique annuelle de 15,8 °C. Le cumul annuel moyen de précipitations est de 794 mm, avec 7,4 jours de précipitations en janvier et 3,2 jours en juillet. Pour la période 1991-2020, la température moyenne annuelle observée sur la station météorologique la plus proche, située sur la commune d'Argeliers à 7 km à vol d'oiseau, est de 15,8 °C et le cumul annuel moyen de précipitations est de 624,7 mm,. Pour l'avenir, les paramètres climatiques de la commune estimés pour 2050 selon différents scénarios d'émission de gaz à effet de serre sont consultables sur un site dédié publié par Météo-France en novembre 2022.

### Milieux naturels et biodiversité

#### Réseau Natura 2000

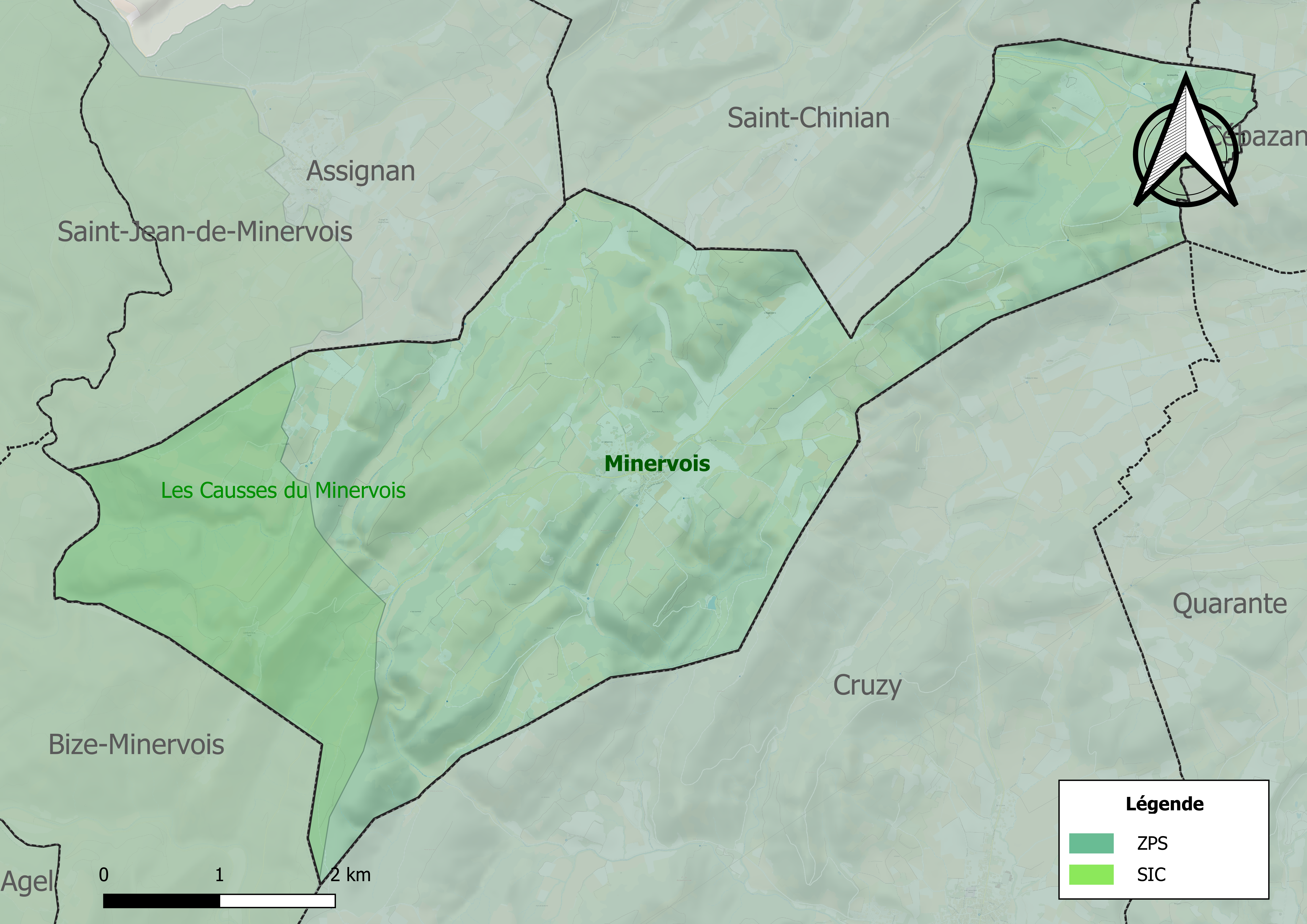
Site Natura 2000 sur le territoire communal.

Le réseau Natura 2000 est un réseau écologique européen de sites naturels d'intérêt écologique élaboré à partir des directives habitats et oiseaux, constitué de zones spéciales de conservation (ZSC) et de zones de protection spéciale (ZPS).
Un site Natura 2000 a été défini sur la commune au titre de la directive habitats :
- « les causses du Minervois », d'une superficie de 21 805 ha, importants pour la conservation des gîtes et zones de chasse des chauves-souris cavernicoles que sont le Rhinolophe euryale, le Minioptère de Schreibers et le Murin de Capaccini[10]

et un au titre de la directive oiseaux : 
- le « Minervois », d'une superficie de 24 820 ha, retenu pour la conservation de rapaces de l'annexe I de la directive oiseaux, en particulier l'Aigle de Bonelli et l'Aigle royal. Mais le Busard cendré, le Circaète Jean-le-Blanc et le Grand-Duc sont également des espèces à enjeu pour ce territoire[11].

#### Zones naturelles d'intérêt écologique, faunistique et floristique
L’inventaire des zones naturelles d'intérêt écologique, faunistique et floristique (ZNIEFF) a pour objectif de réaliser une couverture des zones les plus intéressantes sur le plan écologique, essentiellement dans la perspective d’améliorer la connaissance du patrimoine naturel national et de fournir aux différents décideurs un outil d’aide à la prise en compte de l’environnement dans l’aménagement du territoire.
Une ZNIEFF de type 1 est recensée sur la commune :
les « gorges d'Aymes et de la Cesse » (820 ha), couvrant 5 communes dont une dans l'Aude et quatre dans l'Hérault et deux ZNIEFF de type 2, : 
- le « Haut Minervois » (21 605 ha), couvrant 26 communes dont cinq dans l'Aude et 21 dans l'Hérault[14] ;
- les « Vignes du Minervois » (9 972 ha), couvrant 13 communes du département[15].

Carte des ZNIEFF de type 1 et 2 à Villespassans.
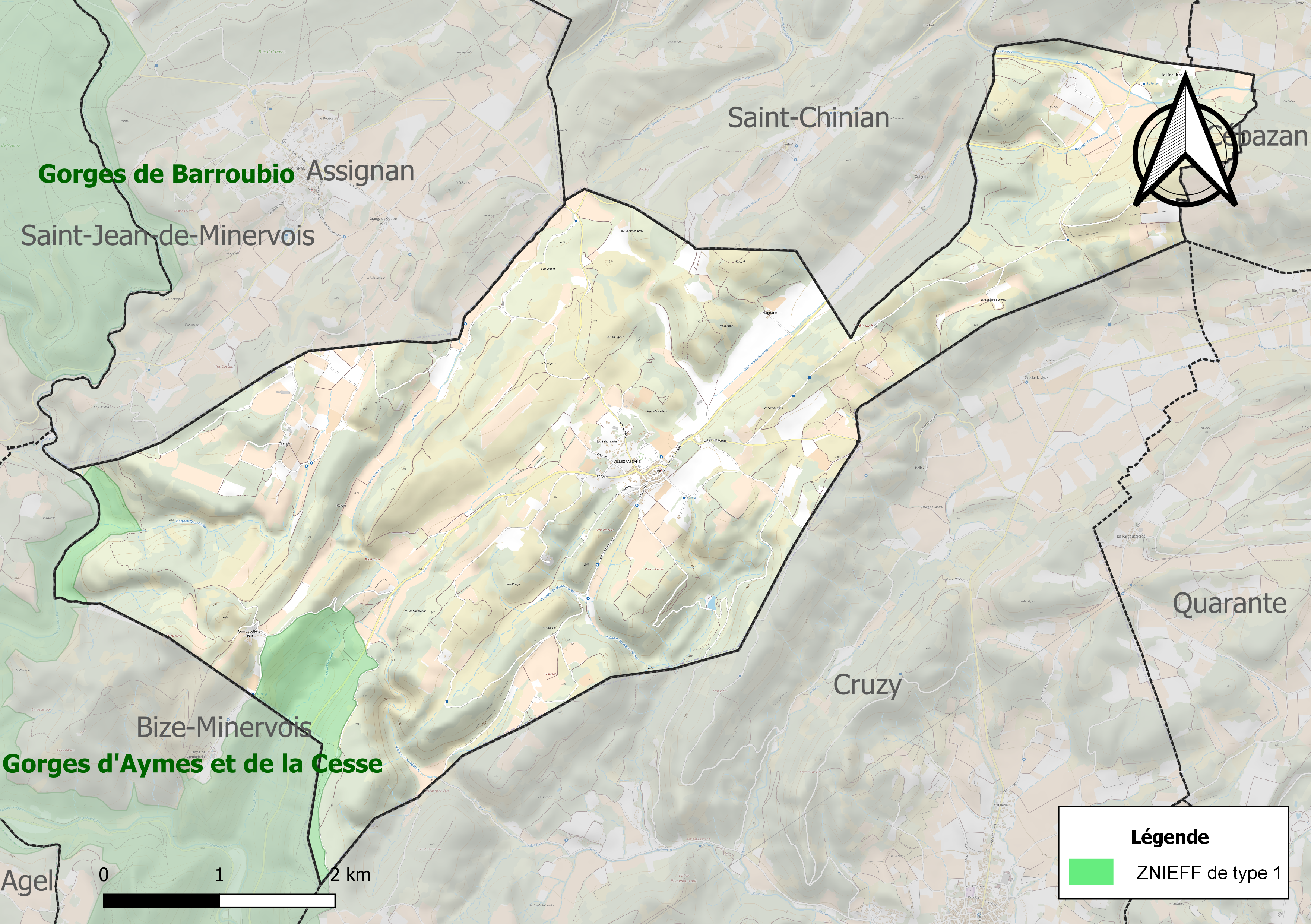
Carte de la ZNIEFF de type 1 sur la commune.
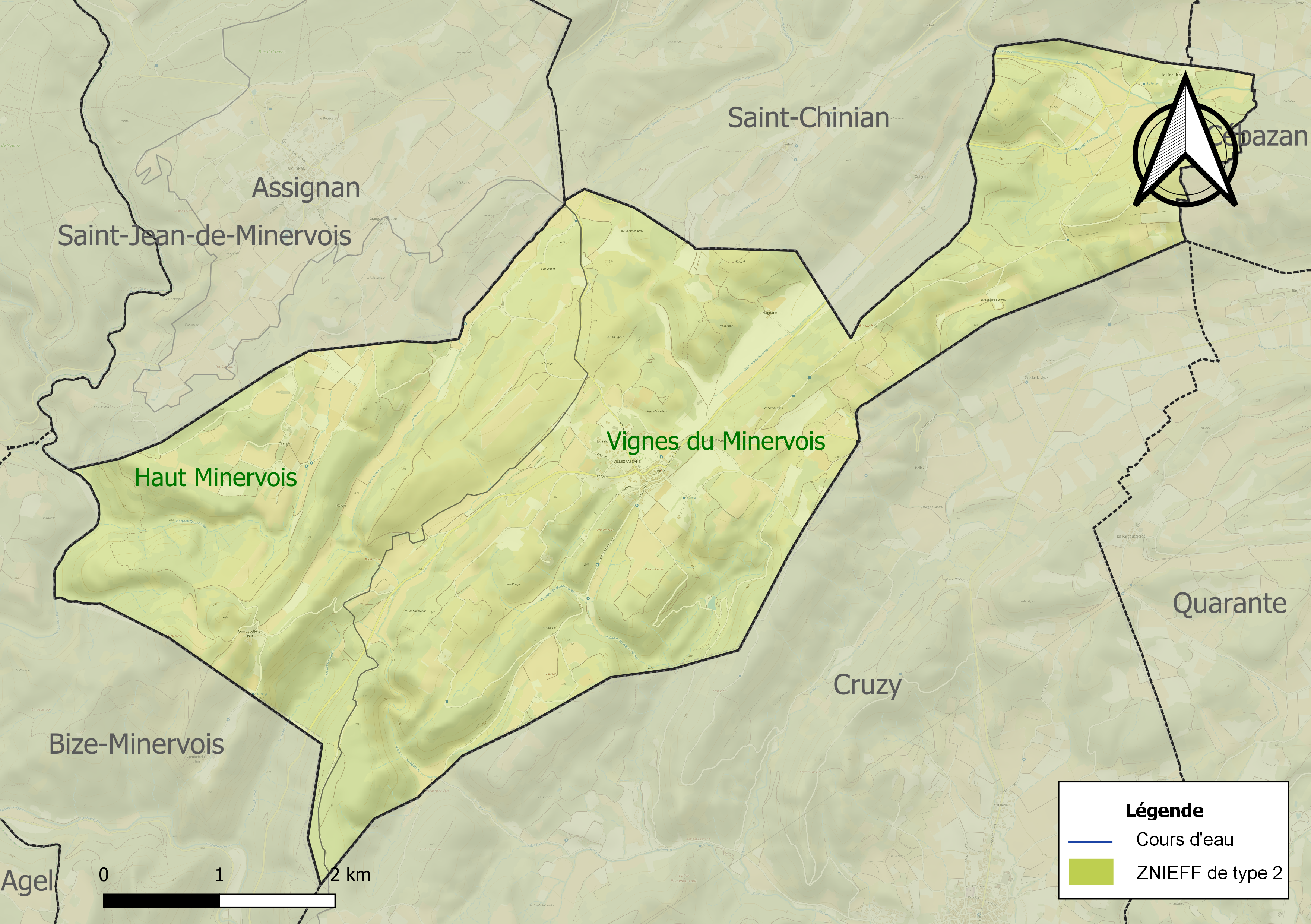
Carte des ZNIEFF de type 2 sur la commune.

## Urbanisme

### Typologie
Au 1er janvier 2024, Villespassans est catégorisée commune rurale à habitat dispersé, selon la nouvelle grille communale de densité à sept niveaux définie par l'Insee en 2022.
Elle est située hors unité urbaine. Par ailleurs la commune fait partie de l'aire d'attraction de Béziers, dont elle est une commune de la couronne,. Cette aire, qui regroupe 53 communes, est catégorisée dans les aires de 50 000 à moins de 200 000 habitants,.

### Occupation des sols
L'occupation des sols de la commune, telle qu'elle ressort de la base de données européenne d’occupation biophysique des sols Corine Land Cover (CLC), est marquée par l'importance des forêts et milieux semi-naturels (60,6 % en 2018), en diminution par rapport à 1990 (66,9 %). La répartition détaillée en 2018 est la suivante : 
milieux à végétation arbustive et/ou herbacée (39,4 %), cultures permanentes (33,8 %), forêts (21,2 %), zones agricoles hétérogènes (3,7 %), zones urbanisées (1,9 %). L'évolution de l’occupation des sols de la commune et de ses infrastructures peut être observée sur les différentes représentations cartographiques du territoire : la carte de Cassini (XVIIIe siècle), la carte d'état-major (1820-1866) et les cartes ou photos aériennes de l'IGN pour la période actuelle (1950 à aujourd'hui).

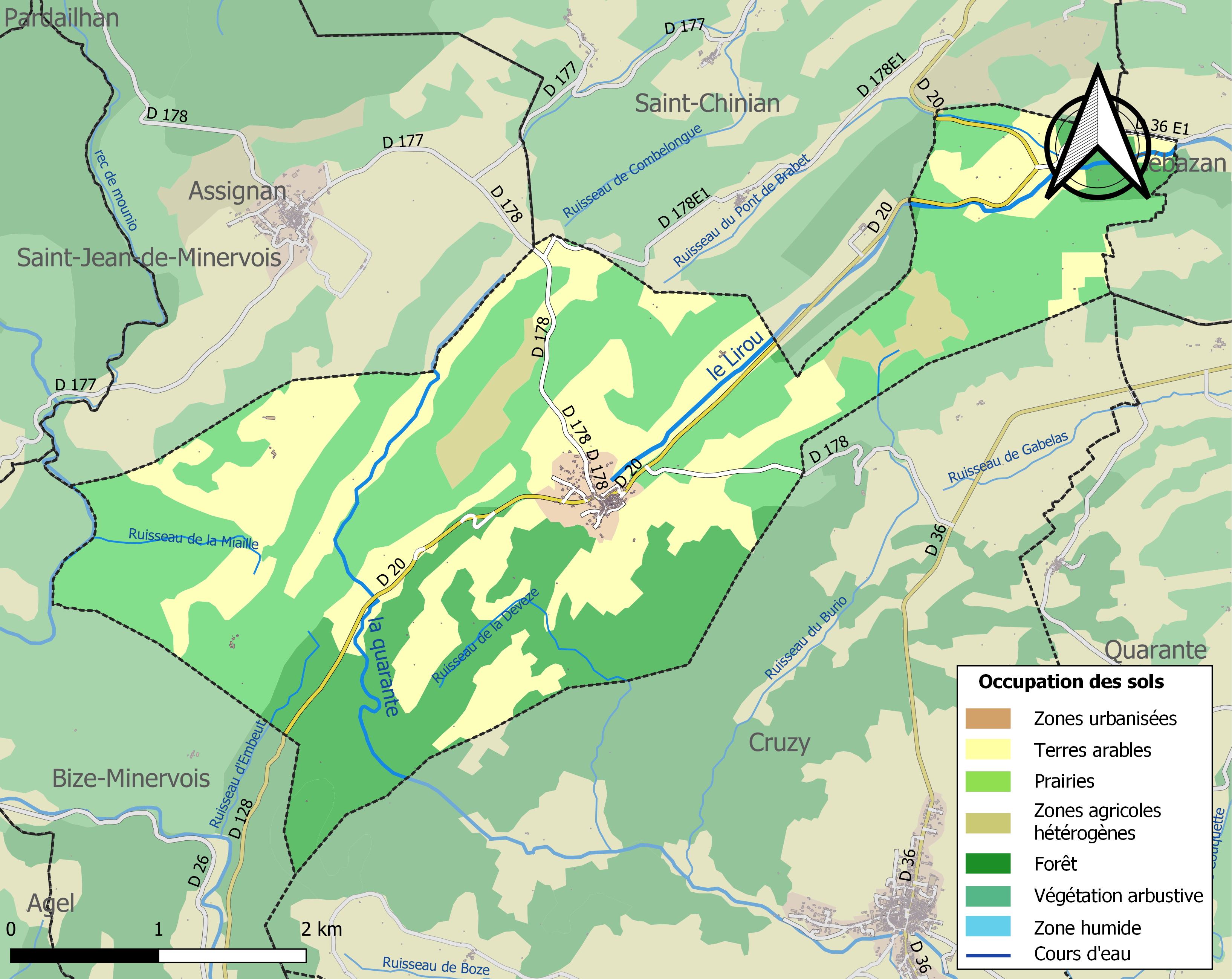
Carte des infrastructures et de l'occupation des sols de la commune en 2018 (CLC).

### Risques majeurs
Le territoire de la commune de Villespassans est vulnérable à différents aléas naturels : météorologiques (tempête, orage, neige, grand froid, canicule ou sécheresse), feux de forêts et séisme (sismicité faible). Un site publié par le BRGM permet d'évaluer simplement et rapidement les risques d'un bien localisé soit par son adresse soit par le numéro de sa parcelle.
Villespassans est exposée au risque de feu de forêt. Un plan départemental de protection des forêts contre les incendies (PDPFCI) a été approuvé en juin 2013 et court jusqu'en 2022, où il doit être renouvelé. Les mesures individuelles de prévention contre les incendies sont précisées par deux arrêtés préfectoraux et s’appliquent dans les zones exposées aux incendies de forêt et à moins de 200 mètres de celles-ci. L’arrêté du 25 avril 2002 réglemente l'emploi du feu en interdisant notamment d’apporter du feu, de fumer et de jeter des mégots de cigarette dans les espaces sensibles et sur les voies qui les traversent sous peine de sanctions. L'arrêté du 11 mars 2013 rend le débroussaillement obligatoire, incombant au propriétaire ou ayant droit,.

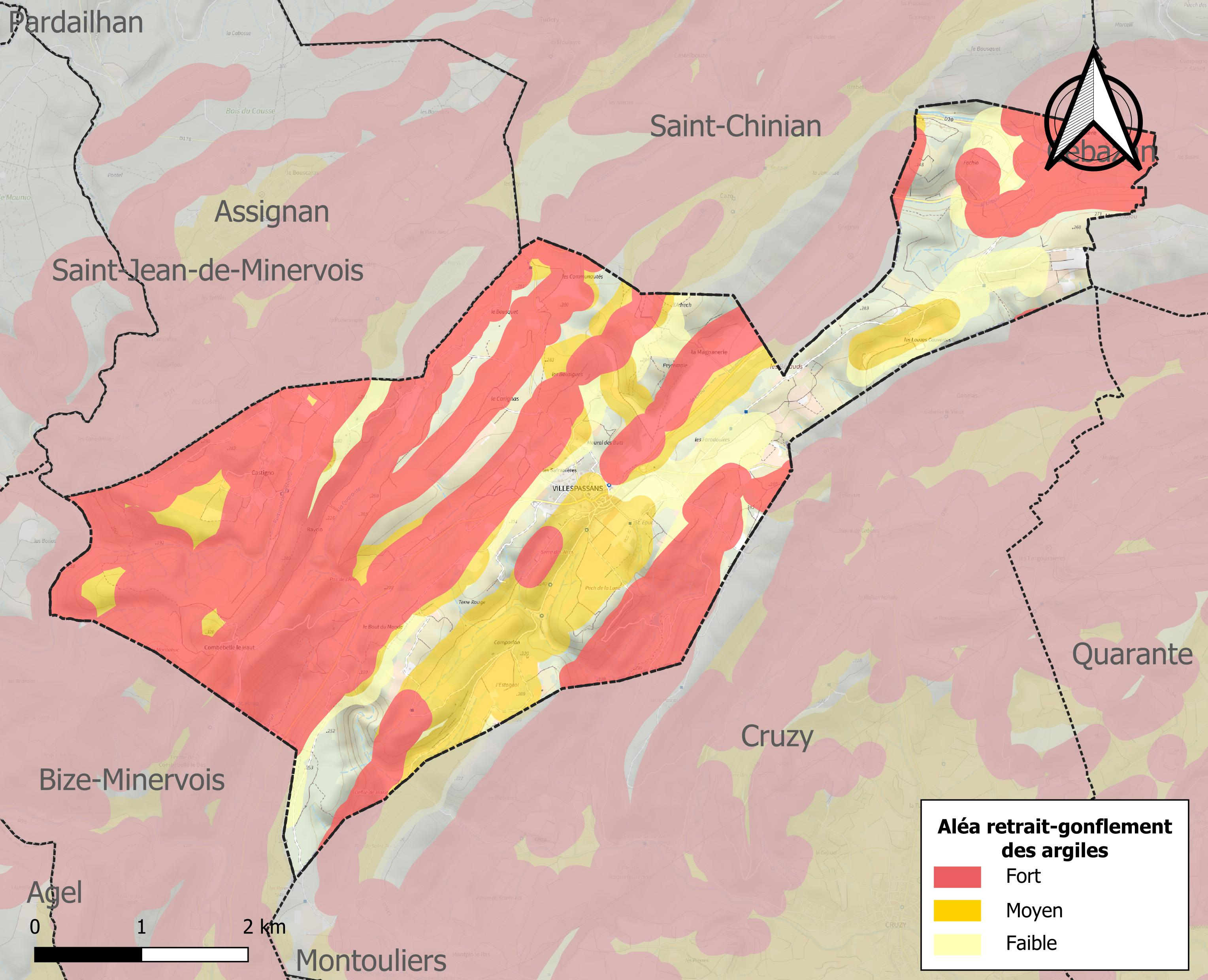
Carte des zones d'aléa retrait-gonflement des sols argileux de Villespassans.

Le retrait-gonflement des sols argileux est susceptible d'engendrer des dommages importants aux bâtiments en cas d’alternance de périodes de sécheresse et de pluie. 71,5 % de la superficie communale est en aléa moyen ou fort (59,3 % au niveau départemental et 48,5 % au niveau national). Sur les 138 bâtiments dénombrés sur la commune en 2019, 105 sont en aléa moyen ou fort, soit 76 %, à comparer aux 85 % au niveau départemental et 54 % au niveau national. Une cartographie de l'exposition du territoire national au retrait gonflement des sols argileux est disponible sur le site du BRGM,.
Par ailleurs, afin de mieux appréhender le risque d’affaissement de terrain, l'inventaire national des cavités souterraines permet de localiser celles situées sur la commune.
La commune a été reconnue en état de catastrophe naturelle au titre des dommages causés par les inondations et coulées de boue survenues en 1982 et 1995. 

## Histoire
La première mention du château de Villespassans remonte à 1180.

## Politique et administration
| Période   | Période   | Identité              | Étiquette | Qualité |
| --------- | --------- | --------------------- | --------- | ------- |
| 1792      | 1807      | Antoine Tarbouriech   |           |         |
| 1807      | 1810      | Jean-Joseph Ginieys   |           |         |
| 1810      | 1813      | Jean Damase de Facieu |           |         |
| 1813      | 1821      | Etienne Miquel        |           |         |
| 1821      | 1848      | Pierre Decamps        |           |         |
| 1848      | 1851      | François Clerc        |           |         |
| 1851      | 1862      | Gustave Andral        |           |         |
| 1862      | 1880      | Alexandre Clerc       |           |         |
| 1880      | 1881      | Denis Castel          |           |         |
| 1881      | 1888      | Alexandre Clerc       |           |         |
| 1888      | 1892      | Joseph Blanc          |           |         |
| 1892      | 1895      | Jean Gouzet Bosc      |           |         |
| 1895      | 1911      | Firmin Cros           |           |         |
| 1911      | 1917      | Auguste Cros          |           |         |
| 1919      | 1947      | Joseph Barthes        |           |         |
| 1947      | 1952      | Georges Petit         |           |         |
| 1952      | 1964      | Joseph Barthes        |           |         |
| 1964      | 1980      | Henri Clerc           |           |         |
| 1980      | 1983      | Raymond Cathala       |           |         |
| 1983      | mars 2001 | Pierre Petit          |           |         |
| mars 2001 | En cours  | Jean-Paul Crassus     |           |         |

## Démographie
L'évolution du nombre d'habitants est connue à travers les recensements de la population effectués dans la commune depuis 1793. Pour les communes de moins de 10 000 habitants, une enquête de recensement portant sur toute la population est réalisée tous les cinq ans, les populations de référence des années intermédiaires étant quant à elles estimées par interpolation ou extrapolation. Pour la commune, le premier recensement exhaustif entrant dans le cadre du nouveau dispositif a été réalisé en 2006.

En 2022, la commune comptait 186 habitants, en évolution de +11,38 % par rapport à 2016 (Hérault : +7,49 %, France hors Mayotte : +2,11 %).
| 1793 | 1800 | 1806 | 1821 | 1831 | 1836 | 1841 | 1846 | 1851 |
| ---- | ---- | ---- | ---- | ---- | ---- | ---- | ---- | ---- |
| 77   | 101  | 120  | 142  | 165  | 165  | 163  | 192  | 178  |

| 1856 | 1861 | 1866 | 1872 | 1876 | 1881 | 1886 | 1891 | 1896 |
| ---- | ---- | ---- | ---- | ---- | ---- | ---- | ---- | ---- |
| 162  | 179  | 182  | 199  | 240  | 261  | 229  | 234  | 229  |

| 1901 | 1906 | 1911 | 1921 | 1926 | 1931 | 1936 | 1946 | 1954 |
| ---- | ---- | ---- | ---- | ---- | ---- | ---- | ---- | ---- |
| 311  | 297  | 250  | 253  | 243  | 229  | 235  | 201  | 178  |

| 1962 | 1968 | 1975 | 1982 | 1990 | 1999 | 2006 | 2011 | 2016 |
| ---- | ---- | ---- | ---- | ---- | ---- | ---- | ---- | ---- |
| 180  | 156  | 136  | 132  | 124  | 126  | 138  | 150  | 167  |

| 2021 | 2022 | - | - | - | - | - | - | - |
| ---- | ---- | - | - | - | - | - | - | - |
| 182  | 186  | - | - | - | - | - | - | - |

## Économie

### Revenus
En 2018, la commune compte 82 ménages fiscaux, regroupant 171 personnes. La médiane du revenu disponible par unité de consommation est de 18 940 € (20 330 € dans le département).

### Emploi
|                | 2008   | 2013   | 2018  |
| -------------- | ------ | ------ | ----- |
| Commune        | 7,6 %  | 6,2 %  | 8,5 % |
| Département    | 10,1 % | 11,9 % | 12 %  |
| France entière | 8,3 %  | 10 %   | 10 %  |

En 2018, la population âgée de 15 à 64 ans s'élève à 97 personnes, parmi lesquelles on compte 70,2 % d'actifs (61,7 % ayant un emploi et 8,5 % de chômeurs) et 29,8 % d'inactifs,. Depuis 2008, le taux de chômage communal (au sens du recensement) des 15-64 ans est inférieur à celui de la France et du département.
La commune fait partie de la couronne de l'aire d'attraction de Béziers, du fait qu'au moins 15 % des actifs travaillent dans le pôle,. Elle compte 15 emplois en 2018, contre 17 en 2013 et 21 en 2008. Le nombre d'actifs ayant un emploi résidant dans la commune est de 61, soit un indicateur de concentration d'emploi de 25,3 % et un taux d'activité parmi les 15 ans ou plus de 48,2 %.
Sur ces 61 actifs de 15 ans ou plus ayant un emploi, 12 travaillent dans la commune, soit 20 % des habitants. Pour se rendre au travail, 88,1 % des habitants utilisent un véhicule personnel ou de fonction à quatre roues, 1,7 % les transports en commun, 1,7 % s'y rendent en deux-roues, à vélo ou à pied et 8,5 % n'ont pas besoin de transport (travail au domicile).

### Activités hors agriculture
17 établissements sont implantés  à Villespassans au 31 décembre 2019.
Le secteur du commerce de gros et de détail, des transports, de l'hébergement et de la restauration est prépondérant sur la commune puisqu'il représente 35,3 % du nombre total d'établissements de la commune (6 sur les 17 entreprises implantées  à Villespassans), contre 28 % au niveau départemental.

### Agriculture
La commune est dans le « Minervois », une petite région agricole occupant une petite partie du sud-ouest du département de l'Hérault. En 2020, l'orientation technico-économique de l'agriculture  sur la commune est la viticulture.
|               | 1988 | 2000 | 2010 | 2020 |
| ------------- | ---- | ---- | ---- | ---- |
| Exploitations | 32   | 29   | 19   | 14   |
| SAU (ha)      | 217  | 190  | 129  | 137  |

Le nombre d'exploitations agricoles en activité et ayant leur siège dans la commune est passé de 32 lors du recensement agricole de 1988  à 29 en 2000 puis à 19 en 2010 et enfin à 14 en 2020, soit une baisse de 56 % en 32 ans. Le même mouvement est observé à l'échelle du département qui a perdu pendant cette période 67 % de ses exploitations,. La surface agricole utilisée sur la commune a également diminué, passant de 217 ha en 1988 à 137 ha en 2020. Parallèlement la surface agricole utilisée moyenne par exploitation a augmenté, passant de 7 à 10 ha.

## Culture locale et patrimoine

### Lieux et monuments

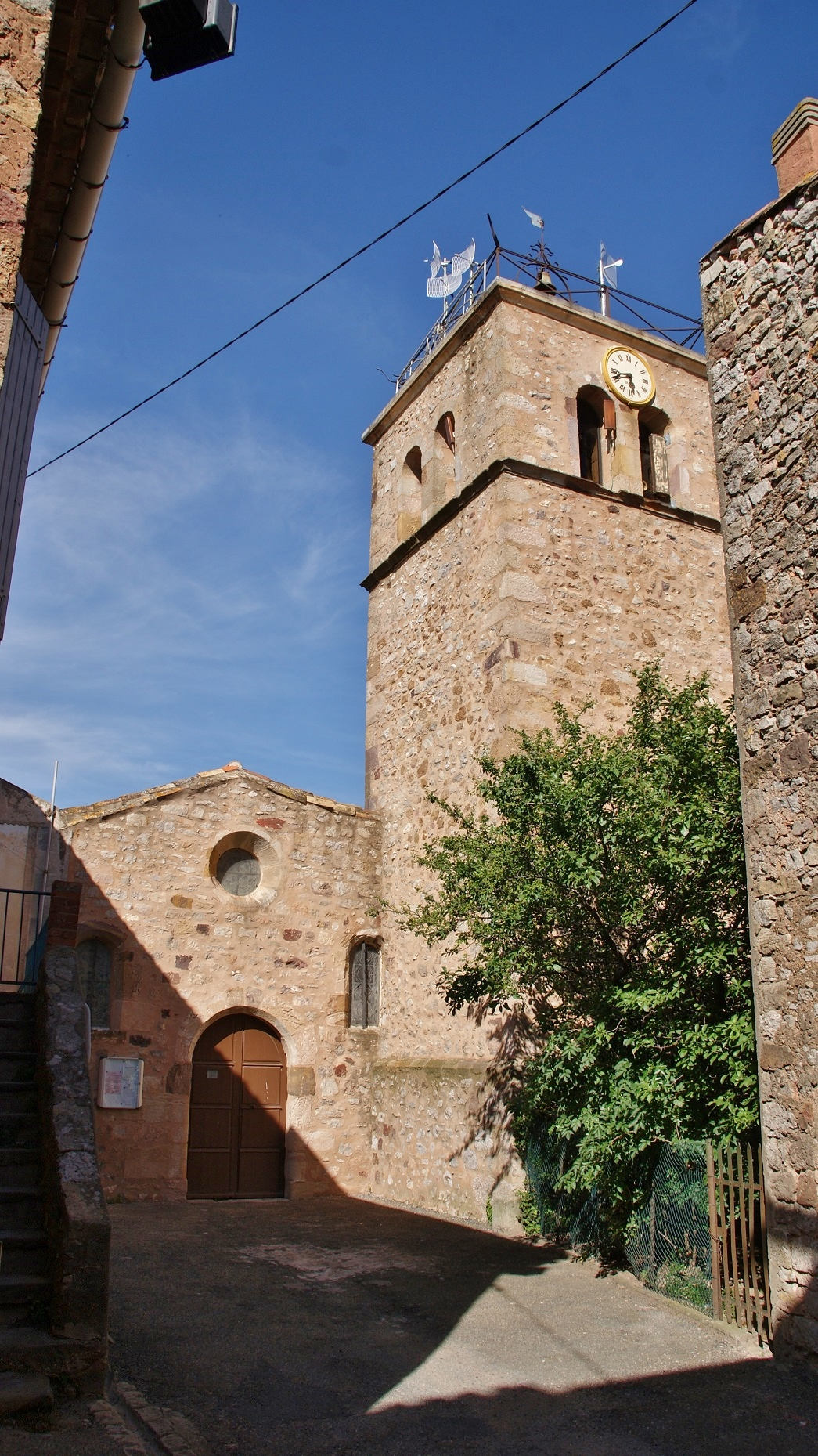
Église paroissiale de Villespassans.

- Les capitelles, petites cabanes de pierre sèche qui servaient d'abris ou de resserres-à-outils aux paysans. Le sentier des mille et une pierres permet de découvrir des capitelles restaurées dans la garrigue. Des panneaux explicatifs illustrent la vie agricole et pastorale de jadis.
- Église Notre-Dame-de-l'Assomption de Villespassans
- Les dolmens.
- Le domaine viticole du château Castigno, lieu-dit Castignan à l'ouest du village. Ancienne métairie de la commanderie hospitalière de Capestang[30]  puis de celle de Grézan[31].

### Personnalités liées à la commune
- Sigismond Blednicki (1920-1995), résistant franco-polonais, Compagnon de la Libération.

### Héraldique
| Blason de Villespassans | Blason  | D'azur à une tour carrée d'argent maçonnée de sable ; au chef de sable soutenu d'une divise d'argent et chargé d'une grappe de raisin pamprée de 2 feuilles accostée de 2 feuilles de chêne, la première en bande et la seconde en barre, le tout d'or. |
| Blason de Villespassans | Détails | Création Jean-Paul Fernon. Adopté en avril 2018. |